# Glenwood (Arkansas)
Glenwood é uma cidade localizada no estado americano de Arkansas, no Condado de Pike.

## Demografia
Segundo o censo americano de 2000, a sua população era de 1751 habitantes.
Em 2006, foi estimada uma população de 2042, um aumento de 291 (16.6%).

## Geografia
De acordo com o United States Census Bureau, a localidade tem uma área de 7,2 km², sem área coberta por água. Glenwood localiza-se a aproximadamente 173 m acima do nível do mar.

## Localidades na vizinhança
O diagrama seguinte representa as localidades num raio de 32 km ao redor de Glenwood.